# Christine Wiederkehr
Christine Wiederkehr (* 1978 in Biel) ist eine Schweizer Filmregisseurin und Drehbuchautorin.

## Leben
Christine Wiederkehr studierte Film an der École cantonale d’art de Lausanne (ECAL) und von 2001 bis 2005 an der Hochschule für Gestaltung und Kunst Zürich (ZHdK). Ihr Abschluss-Kurzfilm Floh! wurde auf verschiedenen Filmfestivals sowie im Schweizer Fernsehen und auf 3sat gezeigt. Er gewann 2005 unter anderem den Förderpreis der ZHdK, den deutschen Nachwuchspreis First Steps Award und den Prix Kodak als bester Schweizer Kurzfilm.
Ihr Kurzfilm 7 Fois gewann beim Dublin International Film Festival den Preis Best International Fiction. Zudem erhielt sie für 7 Fois den Zürcher Filmpreis für Bestes Drehbuch. Bei Winter Palace übernahm Christine Wiederkehr neben Pierre Monnard die Regie für zwei Folgen.
Seit 2007 arbeitet Christine Wiederkehr zudem als Regisseurin in der Werbebranche und wurde mehrfach für Werbefilmpreise nominiert.
Christine Wiederkehr ist mit dem Kameramann Filip Zumbrunn verheiratet, hat zwei erwachsene Töchter und lebt in Zürich.

## Filme
- 2002: Barbie-Q (Regie, Drehbuch)
- 2003: My Way (Regie)
- 2004: Nixen (Regie)
- 2005: Floh! (Regie)
- 2024: 7 Fois (Regie, Drehbuch, Produktion)
- 2024: Winter Palace (Regie)